# Parovėja
Parovėja è una città del distretto di Biržai della contea di Panevėžys, nel nord-est della Lituania. Secondo un censimento del 2011, la popolazione ammonta a 329 abitanti. L’insediamento si è sviluppato presso il fiume Rovėja ed è il centro più importante dell’omonima seniūnija che confina con la Lettonia.

## Storia

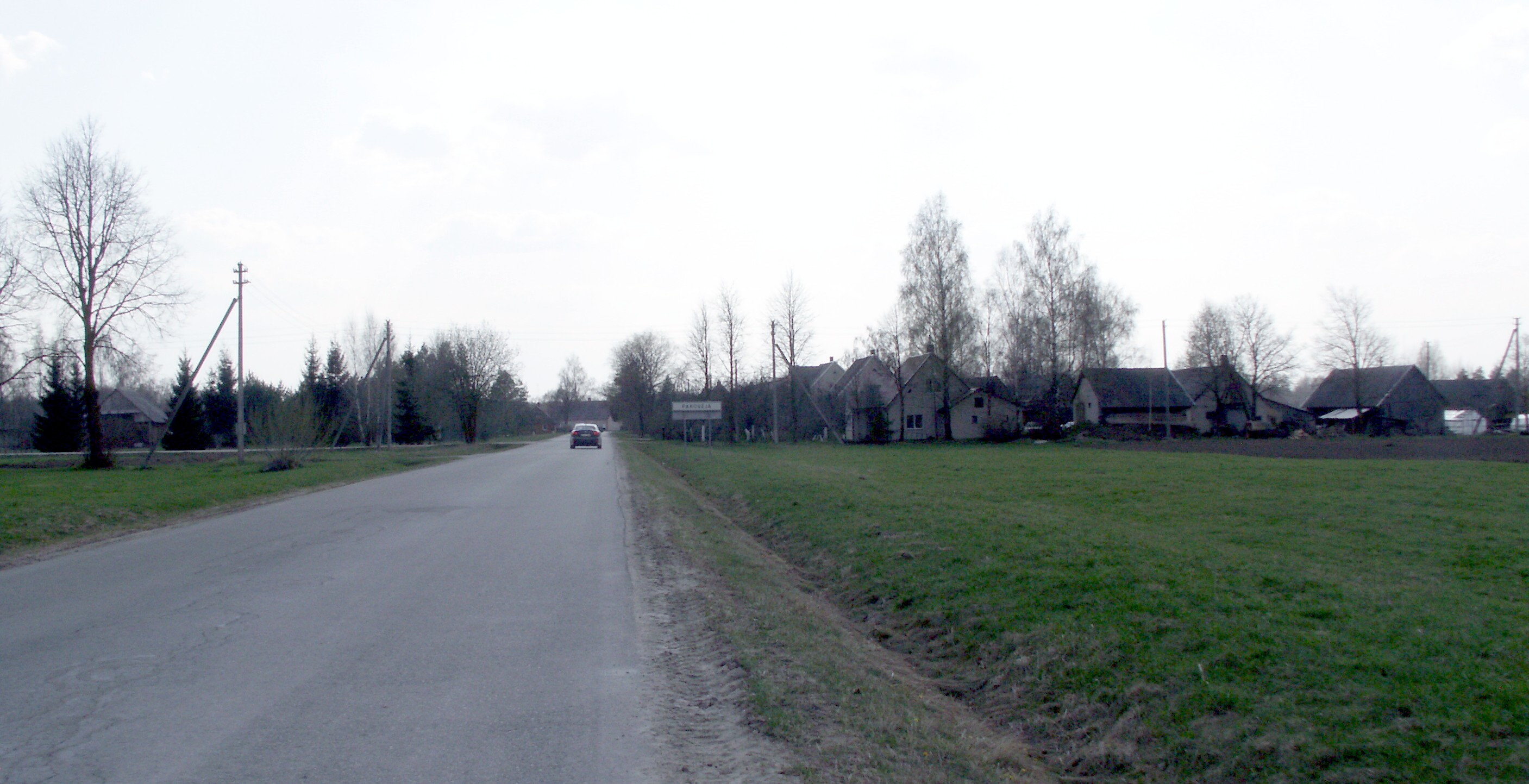
Strada cittadina

Le fonti storiche citano per la prima volta l’insediamento nel 1520.
Nel XX secolo, il centro abitato si è sviluppato a seguito della costruzione di una scuola primaria (1928) e di altri edifici dopo la seconda guerra mondiale (biblioteca nel 1954, ufficio postale (LT-41068) e una casa della cultura nel 1989). 
Nel 1931, si ha notizia che il geologo Mykolas Skvereckis si fosse recato a Parovėja per ricercare dolomite in Parovaya.
A seguito dell’occupazione sovietica, Parovėja, come tanti altri comuni lituani, è divenuto sede di fattorie collettive nel 1951.
In onore di questo insediamento, la coreografa Tamara Kalibataitė ha eseguito una danza a teatro chiamata "Parovėjos suktiniu" ("il giro di Parovėja").